# All-American Girls Professional Baseball League
La All-American Girls Professional Baseball League (AAGPBL) fu una lega femminile professionista di baseball fondata nel 1943 dall'imprenditore e dal dirigente della Major League Baseball Philip K. Wrigley e esistente fino al 1954. La lega raggiunse la notorietà con il film Ragazze vincenti del 1992.

## Storia
La lega ha attraversato tre periodi di proprietà. La prima quella del produttore di chewing gum Philip K. Wrigley dal 1943 al 1945, Arthur Meyerhoff dal 1945 al 1951, e le squadre erano di proprietà individuale dal 1951 al 1954. Nel 1947 e nel 1948 l'allenamento di primavera si svolse al Gran Estadio de La Habana a Cuba.
Le squadre giocavano generalmente nelle città del Midwest. Il South Bend Blue Sox e le Rockford Peaches sono state le uniche due squadre rimaste nelle loro città d'origine per l'intero periodo di 12 anni dell'esistenza dell'AAGPBL.
Con l'ingresso degli Stati Uniti nella Seconda Guerra Mondiale dopo l'attacco di Pearl Harbor, diversi dirigenti della Major League hanno iniziato a pensare ad una nuova lega professionale con giocatori donne per mantenere il baseball agli occhi dell'opinione pubblica, mentre la maggior parte degli uomini abili era assente. I fondatori includevano Wrigley, Branch Rickey e Paul V. Harper. Temevano che la Major League Baseball sarebbe cessata, a causa della guerra. I primi tentativi si sono svolti al Wrigley Field di Chicago.
Il nome della lega è un termine improprio, poiché l'AAGPBL non ha mai giocato a un regolamento del baseball. Nella prima stagione, la lega ha giocato un gioco che era un ibrido di baseball e softball. La palla aveva una circonferenza di 12 pollici, la dimensione di quella da softball regolamentare (le palle da baseball regolamentari vanno da 9 a 9 1/4 di pollice). Il tumulo del lanciatore era solo a una quarantina di metri dal piatto di casa, più vicino anche a quello del softball regolamentare e molto più vicino della distanza da baseball di 60 piedi e 6 pollici. I lanciatori come nel softball, e la distanza tra le basi era di 65 piedi, cinque piedi più lungo rispetto al softball ma 25 piedi più corto rispetto al baseball. Le principali somiglianze tra l'AAGPBL e il baseball includevano nove squadre di giocatori e l'uso del tumulo di un lanciatore (lanciatori di softball lanciati da terra piatta). Nel 1948 la palla si era ridotta a 10 3/8 pollici, era consentita la messa in toppa e il cumulo veniva spostato di nuovo a 50 piedi. Nel corso della storia della lega, le regole hanno continuato ad avvicinarsi gradualmente a quelle del baseball. Nell'ultima stagione del 1954, la palla era di dimensioni regolamentari per il baseball, il tumulo venne spostato di nuovo a 60 piedi, e la base furono estese fino a 85 piedi (sempre più bassi di cinque piedi rispetto al regolamento di baseball).
Gli stipendi andavano da 45 a 85 dollari a settimana (pari da 63 a 1.202 dollari del 2017) durante i primi anni di gioco a circa 125 (o 1.179 dollari del 2017 dollari) a settimana negli anni successivi.
Durante l'allenamento primaverile le ragazze erano obbligate a frequentare le classi di portamento e galateo di Helena Rubinstein. L'etichetta corretta per ogni situazione è stata insegnata, e ogni aspetto dell'igiene personale, manierismi e codice di abbigliamento è stato presentato a tutte le giocatrici. Nel tentativo di rendere ogni giocatrice fisicamente il più attraente possibile, esse ricevevano un kit di bellezza e le istruzioni su come usarlo. Come parte delle "Regole di condotta" delle leghe, alle ragazze non era permesso avere capelli corti, fumare o bere nei luoghi pubblici, e dovevano sempre indossare il rossetto. Multe per non seguire le regole di condotta dei campionati erano cinque dollari per il primo reato, dieci per il secondo e sospensione per il terzo.
Durante le stagioni 1946-1948 la lega è partita per l'allenamento primaverile. Andarono in Mississippi nel 1946, a L'Avana, a Cuba nel 1947 e in Florida nel 1948.
L'AAGPBL ha raggiunto il picco durante la stagione del 1948, quando 10 squadre hanno attirato 910.000 spettatori paganti.
Ann Harnett fu la prima ragazza a firmare per la All-Americans, poi firmarono Shirley Jameson, Edythe Perlick e Claire Schillace.
I Rockford Peaches vinsero il maggior numero di campionati con quattro (1945, 1948, 1949, 1950). I Milwaukee / Grand Rapids Chicks ne vinsero tre (1944 a Milwaukee, 1947 e 1953 a Grand Rapids). The Racine Belles (1943 e 1946) e South Bend Blue Sox (1951 e 1952) ne vinsero due ciascuno e i Kalamazoo Lassies vinsero nella stagione finale del campionato (1954).
Bill Allington è stato l'allenatore di maggior successo nella storia del campionato. Dal 1945 al 1954, ha registrato un record del 583-398 con una percentuale di vincita di .594, non ha mai avuto una stagione perdente ed è il leader assoluto nelle vittorie in campionato. Era anche un talent scout attivo per il campionato. Allington ha raggiunto i playoff otto volte, vincendo il titolo di Campionato AAGPBL nel 1945 e in negli anni consecutivi dal 1948 al 1954.

## Uniforme
L'uniforme era una tunica a pezzo unico. È stato modellata su quella del pattinaggio artistico, hockey su prato e gli abiti da tennis del periodo. Le divise includevano pantaloncini di raso, calze da baseball alte fino al ginocchio e un cappellino

## Inno
L'inno ufficiale della lega è stato reso famoso dal film Ragazze vincenti (A League of Their Own), venne scritto dalle giocatrici Pepper Paire e Nalda Bird (nel film venne cambiata la parola "Irishmen" in "Irish ones"). L'inno venne cantato e inciso dalla squadra Rockford Peaches e pubblicata con il nome All American Girls Professional Baseball League Song nella colonna sonora del film.
The time has come for one and all

To play ball.
We are the members of the All-American League

We come from cities near and far

We’ve got Canadians, Irishmen and Swedes,

We’re all for one, we’re one for all

We’re all Americans!!
Each girl stands, her head so proudly high,

Her motto ‘Do or Die’

She’s not the one to use or need an alibi.
Our chaperones are not too soft,

They’re not too tough,

Our managers are on the ball.

We’ve got a president who really knows his stuff,

We’re all for one, we’re one for all,

We’re All-Americans!»
È giunto il momento per tutti e tutti

Per giocare a palla.
Siamo membri della All-American League

Veniamo da città vicine e lontane

Abbiamo canadesi, irlandesi e svedesi,

Siamo tutte per uno, siamo uno per tutte

Siamo tutte americane!!
Ogni ragazza sta in piedi, con la testa così orgogliosamente alta,

Il suo motto "Fai o muori" 

Non è quella da usare o ha bisogno di un alibi.
I nostri accompagnatori non sono troppo morbidi,

Non sono troppo duri,

I nostri manager sono in gamba.

Abbiamo un presidente che conosce davvero le sue cose,

Siamo tutte per uno, siamo uno per tutte,

Siamo tutte americane!»
(Victory Song)
Negli incontri annuali viene cantata dalle ex giocatrici della AAGPBL a partire dal 1998.

## Squadre partecipanti
| Squadra                 | Città                  | Stadio                                                                 | Stagioni  |
| ----------------------- | ---------------------- | ---------------------------------------------------------------------- | --------- |
| Battle Creek Belles     | Battle Creek, Michigan | Bailey Park                                                            | 1951-1952 |
| Chicago Colleens        | Chicago, Illinois      | Shewbridge Field                                                       | 1954      |
| Fort Wayne Daisies      | Fort Wayne, Indiana    | North Side High School (1945-1946) Memorial Park (1946-1954)           | 1945-1954 |
| Grand Rapids Chicks     | Grand Rapids, Michigan | South High School (1945-1950 e 1952-1954) Bigelow Field (1950-1952)    | 1945-1954 |
| Kalamazoo Lassies       | Kalamazoo, Michigan    | Lindstrom Field (1950) Catholic Athletic Association Field (1950-1954) | 1950-1954 |
| Kenosha Comets          | Kenosha, Wisconsin     | Lake Front Stadium Simmons Field                                       | 1943-1951 |
| Milwaukee Chicks        | Milwaukee, Wisconsin   |                                                                        | 1944      |
| Minneapolis Millerettes | Minneapolis, Minnesota | Nicollet Park                                                          | 1944      |
| Muskegon Belles         | Muskegon, Michigan     | Marsh Field                                                            | 1953      |
| Muskegon Lassies        | Muskegon, Michigan     | Marsh Field                                                            | 1946-1950 |
| Peoria Redwings         | Peoria, Illinois       |                                                                        | 1946-1951 |
| Racine Belles           | Racine, Wisconsin      | Horlick Field                                                          | 1946-1951 |
| Rockford Peaches        | Rockford, Illinois     | Beyer Stadium                                                          | 1943-1954 |
| South Bend Blue Sox     | South Bend, Indiana    | Bendix Field (1943–1945) Playland Park (1946–1954)                     | 1943-1954 |
| Springfield Sallies     | Springfield, Illinois  | Fitzgerald Memorial Stadium                                            | 1948      |

## Campioni della lega
- 1943 – Racine Belles
- 1944 – Milwaukee Chicks
- 1945 – Rockford Peaches
- 1946 – Racine Belles
- 1947 – Grand Rapids Chicks
- 1948 – Rockford Peaches
- 1949 – Rockford Peaches
- 1950 – Rockford Peaches
- 1951 – South Bend Blue Sox
- 1952 – South Bend Blue Sox
- 1953 – Grand Rapids Chicks
- 1954 – Kalamazoo Lassies

## Giocatrici nella National Women's Baseball Hall of Fame
- 1999 - Claire Schillace
- 2002 - Faye Dancer
- 2003 - Dorothy Ferguson (Dottie Key)
- 2005 - Joanne Winter
- 2010 - Dorothy Kamenshek
- 2012 - Jean Faut
- 2012 - Doris Sams
- 2013 - Pepper Paire
- 2013 - Sophie Kurys